# Otto Hess (Politiker, 1873)
Otto Hess (* 9. November 1873 in Kerns; † 22. April 1962 ebenda) war ein Schweizer Politiker (Katholisch-Konservative).

## Leben
Otto Hess wurde am 9. November 1873 als Sohn des Bäckers und Rössli-Wirts Franz Josef Hess und der Franziska, geborene Amrhein, in Kerns geboren. Er war Bürger von Engelberg. Nach dem Besuch der Primarschule in Kerns arbeitete Hess in der Backstube seines Vaters. Um 1905 trat er in das neu geschaffene Gemeindeelektrizitätswerk ein, wo er als Büroangestellter und Abonnementseinzüger tätig war. Von 1906 bis 1943 agierte Hess als Mitglied und als Präsident von dessen Verwaltungskommission. Ausserdem war er von 1920 bis 1922 als Rechnungsrevisor und von 1939 bis 1944 im Verwaltungsrat der Obwaldner Kantonalbank aktiv. Daneben lieferte er lokalgeschichtliche Publikationen.
Otto Hess, der mit Marie, geborene Röthlin, verheiratet war, verstarb am 22. April 1962 im Alter von 88 Jahren in Kerns. Er war der Bruder von Ignaz Hess.

## Richter und Politiker
Von 1906 bis 1911 war Hess eidgenössischer Geschworener, von 1909 bis 1912 Kantonsrichter, von 1920 bis 1921 und von 1924 bis 1944 Oberrichter. In den Jahren 1912–1936 vertrat Hess die Katholisch-Konservativen im Obwaldner Kantonsrat, den er 1914/15 präsidierte. Dazu amtierte er zwischen 1912 und 1920 als Regierungsrat, zunächst zuständig für das Gemeindewesen, ab 1914 für das Bauwesen. Ausserdem wirkte Hess von 1930 bis 1941 als Einwohnergemeinderat und als Gemeindepräsident von Kerns.
Otto Hess galt als kämpferischer, geradliniger und zielbewusster katholisch-konservativer Politiker. 

## Ehrung
- Ehrenbürger von Kerns 1931